# Мозговик овечий
Мозговик овечий, или мультицепс (лат. Taenia multiceps, =Multiceps multiceps), — вид ленточных червей отряда циклофиллид (Cyclophyllidea). Личинки мультицепса (ценуры), паразитирующие в головном мозге промежуточных хозяев, вызывают быстротечное смертельное заболевание — ценуроз. Половозрелые стадии паразитируют в кишечнике псовых.

## Жизненный цикл
Половые стадии паразитируют в кишечнике окончательных хозяев — собак и других псовых (шакалов, лисиц и др.). Образовавшиеся в результате полового размножения яйца выводятся наружу с калом хозяина. 
После попадания в кишечный тракт промежуточного хозяина (овцы или человека) оболочка яйца вскрывается. Вышедшая личинка-онкосфера с помощью крючьев внедряется в стенку кишечника и попадает в кровяное русло, а через него достигает головного мозга. Там онкосфера развивается в следующую стадию — ценура. Паразит разрушает мозговые ткани, вызывая смертельную болезнь ценуроз. Для поражённых животных характерны бессмысленные движения по кругу (другие названия заболевания — «вертячка» или «вертёж»), задирание головы, судороги, нарушения иннервации периферических органов, потеря зрения и обоняния. Для замыкания жизненного цикла окончательный хозяин должен съесть больное или павшее животное.

## Иллюстрации

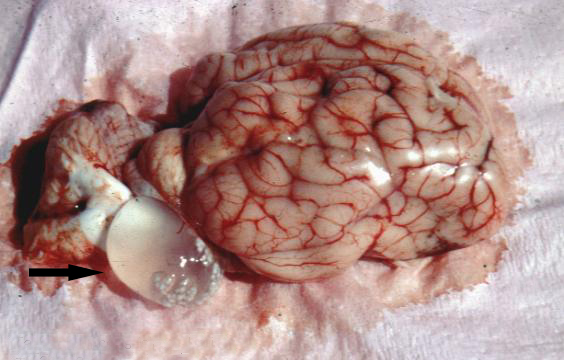
Мозг овцы, поражённый ценурозом